# Alexander Velcoff
Alexander Velcoff (* 23. März 1916 in Ohio; † 3. März 1990 in Ventura, Kalifornien) war ein US-amerikanischer Filmtechniker und Kostümbildner. Auf der Oscarverleihung 1950 wurde er mit einem Oscar für technische Verdienste ausgezeichnet.

## Leben
Velcoff wurde auf der Oscarverleihung 1950 mit einem Technical Achievement Award ausgezeichnet „für die Anwendung zur Erzeugung eines Infrarot-fotografischen Auswerters“ („For the application to production of the infrared photographic evaluator“).
Im Jahr 1957 wirkte Velcoff an dem Filmdrama The D.I. von und mit Jack Webb im Kostümbereich mit. Im Zeitraum 1959 bis 1975 war er für 353 Folgen der Westernserie Rauchende Colts als Kostümbildner tätig. In dem Western Der Galgenbaum (1959) mit Gary Cooper, Maria Schell und Karl Malden kümmerte er sich um die Kostüme der männlichen Schauspieler, ebenso wie 1971 in dem Fernsehfilm The Face of Fear mit Ricardo Montalbán und Jack Warden.

## Filmografie
- 1956: Teufelskommando – Marinekorps „Pantherkatze“ schlägt zu (Hold Back the Night)
- 1957: The D.I.
- 1958: The Californians – J. Jimmerson Jones, Inc. (Fernsehserie, 1 Folge)
- 1959: Messer an der Kehle (Westbound)
- 1959: Der Galgenbaum (The Hanging Tree)
- 1959–1975: Rauchende Colts (Gunsmoke)
- 1971: Goodbye, Raggedy Ann (Fernsehfilm)
- 1971: The Face of Fear (als Alex Velcoff)

## Auszeichnung
Oscar für technische Verdienste Klasse III
- Oscarverleihung 1950: Technical Achievement Award